# رون كاروثرز
رون كاروثرز (بالإنجليزية: Ron Carruthers)‏ هو لاعب كرة قدم أسترالية أسترالي، ولد في 3 مايو 1943.

## وصلات خارجية
- رون كاروثرز على موقع AustralianFootball.com (الإنجليزية)
- رون كاروثرز على موقع AFLtables.com (الإنجليزية)